# Lepturgantes flavovittatus
Lepturgantes flavovittatus là một loài bọ cánh cứng trong họ Cerambycidae.